# ブルガリアン・ヴォイス
ブルガリアン・ヴォイス（Bulgarian Voices）とは、ブルガリア地方の伝統的な民族音楽（女声合唱）である。

## 様式
複数(3人以上)の女性により、地声・ノンビブラートで歌われる。歌声は力強い響きで、独特の発声とハーモニーである。発声にはビブラートの代わりにこぶしが用いられ、ハーモニーには不協和音を使用している。伴奏にはバグパイプ等が使用される。
主旋律、副旋律、通奏音をそれぞれ１人以上が担当している。
日本では1987年、パリ・コレクションのショーで背景音楽として使用されたことなどから話題になり、同年日本コロムビアから『ブルガリアン・ヴォイス（ブルガリアの声の神秘）』として日本で初めてCD発売された。1988年10月時点で『ブルガリアン・ヴォイス（ブルガリアの声の神秘）』は第1作が2万枚、第2作が1万枚と民族音楽としては大ヒットになった。1988年には4社のコマーシャルソングに使用された。

## 参照
1. 1 2 3  「CM音楽から消えた『時代の音』」『朝日新聞』1988年10月29日東京夕刊、7頁。

- https://www.meijibulgariayogurt.com/special/report/2016-12.html - 「ブルガリアン・ヴォイスの響き」

- https://sothis.blog.so-net.ne.jp/2006-12-16 - 「ブルガリアン・ヴォイス(ブルガリアン・ポリフォニー)の映像」